# Kusapín
Kusapín (en idioma ngäbe: Saborikäte) es un corregimiento del distrito de Kusapín en la comarca Ngäbe-Buglé, Panamá. La localidad tiene 3.080 habitantes (2010).

## Toponimia
Saborikäte : es el  nombre de la comunidad de Kusapín en el idioma ngäbe, su nombre tiene origen  en la cantidad de árboles de sonzapote que había en las riveras de la quebrada sabori.[cita requerida]
sabo: sonzapote.
*Sabo'': puede referirse al árbol de sonzapote ó al fruto del mismo.*
ri :  sufijo que hace referencia a una quebrada.
käte: desembocadura.
Por lo tanto el nombre SABORIKÄTE significa :Desembocadura de la Quebrada Sonzapote.

## Historia
El nombre Kusapín inicialmente se escribía con “C”; posteriormente, con la creación de la Comarca, mediante la ley 10 del 7 de marzo de 1,997 se suprime la letra “C” por la “K”, porque en el idioma Ngäbere no existe la letra “C”. Es importante señalar que este nombre se originó de dos vocablos de los cuales uno corresponde al idioma  misquitos o miskitos  (nativo de Nicaragua y Honduras) y el otro corresponde al idioma inglés. Según la tradición, el término “Kuswa”  en miskitos significa “jicotea” o tortuga de agua dulce  y “Peacock” (pavo real) derivado   del inglés; donde más tarde estos grupos   se apropiaron de la expresión para luego emplearlo   en su diccionario misquito como “Pikak” que significa para ellos “pavo real”.  Es decir, KUSWA-PIKAK en español jicotea-pavo real cuyos nombres en miskitos y por su articulación  se llamó Cusapín.  Cabe señalar   que los nativos nicaragüenses disfrutaba de una  estrecha y constante relación con los ingleses misioneros moravos (pueblos)  que evangelizaron a sus pueblos  y otras aldeas dominando así partes de los territorios  de Honduras, Nicaragua y  Panamá, en la provincia de Bocas del Toro durante  el periodo de la conquista. Es oportuno destacar que la población de Kusapín se funda alrededor del año 1,800 cuando un grupo de indígenas de la Serranía Cricamola migran hacia las costas de la provincia de Bocas del Toro buscando nuevas oportunidades de vida estableciéndose un grupo de ellos en la península de Kusapín.  Con el crecimiento de la población, el reconocimiento por su posición geográfica  y  con la  creación de la comarca en el año de 1997; la comunidad y el distrito se denominan oficialmente “Kusapín”.  En la actualidad se ha podido constatar que el nombre “Kusapín” ubicado geográficamente en la Comarca Ngäbe-Buglé ha sufrido cambios  tanto en composición como en sus modalidades lingüísticas  debido a que estos grupos utilizaban diferentes  idiomas  para poder  comunicarse tanto en sus particularidades como en su acervo cultural. 
REFERENCIAS
   I.       Eduard Conzemíus, “Miskitos y Sumus”- Estudios Etnográficos sobre los indios, Honduras y Nicaragua.
 II.       George Reinke Heath y Werner. G. Marx: Diccionario Miskito-Español Español-Miskito
III.       Licda. Ruth Matamoros Mercado, abogada y antropóloga de la etnia Miskitos, ciudad de Bilwi, Nicaragua.
IV.       Danilo Salamanca, diccionario miskito, Universidad Pedagógica Nacional “Francisco Morazán, segunda edición. Tegucigalpa, Honduras.
  V.       Diccionario en línea, Pueblos Originarios. Lengua Miskito.
VI.       Datos recabados por el profesor Gabriel Hooker y el profesor Rolando Baker.

## Geografía

### Relieve
Predomina en áreas pequeñas; colinas y algunos cerros.  Entre ellos:
- Murutú
- Chilantú
- Krietú
- Braitú
- Nurolitú, entre otros.

### Vegetación
Su vegetación está constituida por bosques tropicales secundarios, palmeras, almendros y uvas silvestres.

### Hidrografía
En cuanto a su hidrografía podemos mencionar quebradas de importancia tales como:
- Kwari(Quebrada Pescado)
- Titiri
- Nglori
- Chori
- Döbrori (Quebrada de Hilo)
- Sabori (Quebrada Sonzapote)
- Kikatú (punta  Pita)
- Sudruri(Quebrada Sufrimiento)

### Clima
Predomina el clima tropical con lluvias frecuentes.
Límites Geográficos del Corregimiento de Kusapín.
Al Norte con el Mar Caribe.
Al Sur con el Corregimiento de Bahía Azul.
Al Este con el Corregimiento de Tobobé.
Al Oeste con el Corregimiento de Punta Laurel.

## Demografía
La población actual aproximada del corregimiento de Kusapín es de 3,080 habitantes, distribuidos entre las siguientes comunidades:
| Comunidad      | Nombre en ngäbe |
| -------------- | --------------- |
| Cayo Paloma    | Ngwiani Käte    |
| Playa Bastón   | Monkönikäte     |
| Playa Balsa    |                 |
| La Ensenada    | Kenaon          |
| Punta Uva      | Mrusarae        |
| Kusapín Centro | Saborikäte      |
| Punta Valiente | Kubiari         |
| Punta Alegre   | Käjudabiti      |
| Quebrada Hilo  | Döbrori         |

El grupo Ngäbe es el predominante con un aproximado de 95%.  El restante 5% está formado por la mezcla de Ngäbe, Latinos y Afrodescendientes.  Igual porcentaje es el que asiste al Centro Educativo.
Los movimientos migratorios de la población se dan principalmente hacia el área bananera de Changuinola, población de Daitonia en Costa Rica, áreas turísticas de Isla Colon (Bocas del Toro) y en menor escala a las áreas cafetaleras de Chiriquí y algunas de Costa Rica.

## Educación y cultura

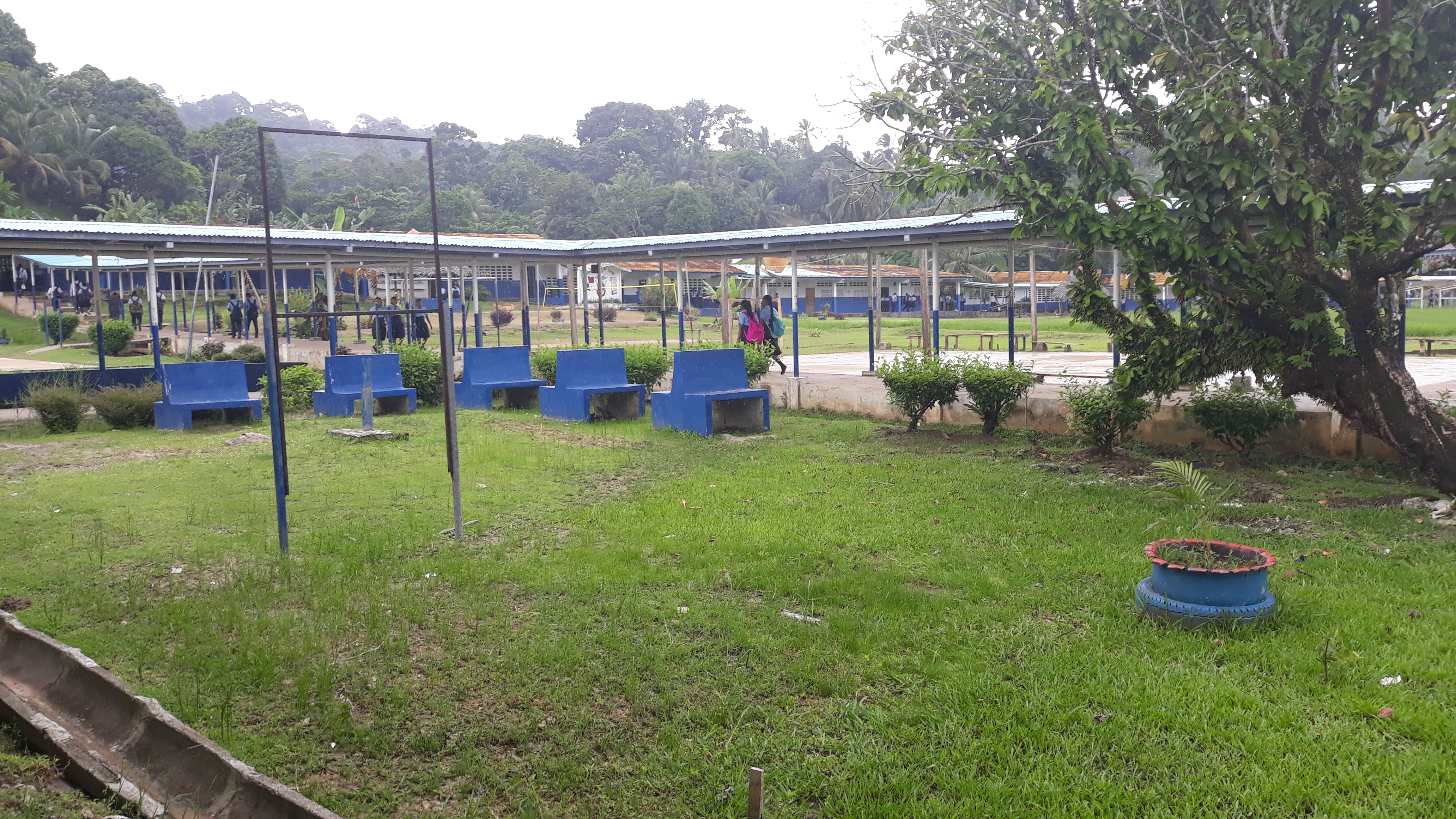
Colegio público de Kusapín

Para el año 1,913, procedente de Inglaterra llega el reverendo metodista Mortimer Clyford Surgeon, recibiéndole para ese entonces el Señor Alexander Trotman.  El Señor Efrain Alphonse es enviado por el reverendo a realizar estudios a Jamaica. Al regresar en el año 1,917, dicta clases a los hijos de los miembros de la iglesia.
La educación entre los años 1,917 a 1,950 se brindaba en la casa pastoral metodista.
La escuela oficial de la cual se hace mención fue construida con materiales traídos de Carenero y con pilotes de la desmantelada base militar de los Estados Unidos que estaba ubicada en Punta Valiente (BRAITÚ).
La creación de esta primera escuela en la comunidad de Kusapín se logra bajo la administración, de la profesora Marquesa de López quien estaba al frente de la Educación, en la provincia de Bocas del Toro en ese entonces.
El primer docente nombrado oficialmente fue Josue Trotman quien inicia con una matrícula de 30 estudiantes de nivel primario que provenían de diferentes comunidades cercanas a Kusapín.
En el año 1,975 se crea la Básica de Kusapín, desapareciendo esta con la Reforma Educativa dividiéndose entonces en escuela primaria y primer ciclo.
En el año 1,985 se crea de manera definitiva el Centro de Educación Básica General de Kusapín.  Con el crecimiento de la población se hace necesaria la educación media; iniciando este nivel en marzo de 2003 con una matrícula de 120 estudiantes.
El Centro de Educación Básica General y Media de Kusapín cuenta con un total de 48 docentes distribuidos de la siguiente manera:
- Nivel Pre-escolar: 2
- Nivel Primario: 19
- Nivel secundario: 27

En cuanto al personal Administrativo; el plantel cuenta con un Director Asignado, un Sub Director Técnico Docente, 1 Sub Director Técnico Administrativo.  Cuenta además con una Secretaria, Una Auxiliar de Contabilidad (Contable), inspectores, dos cocineras, dos trabajadores manuales y un celador.
El personal docente de primaria, en un 90% es egresado de la Normal de Santiago y el resto, de las Universidades que preparan personal Docente. De los egresados de la Normal de Santiago, el 25% cuenta con título Universitario.
El Centro cuenta con una Biblioteca que ofrece sus servicios al estudiantado, atendido por un personal nombrado para dicha función.
La Institución cuenta con Internado para estudiantes varones y mujeres que residen lejos de la comunidad.  Además de Cocina y Comedor para Internos.
Para hacer una relación del crecimiento poblacional del Colegio señalamos que a nivel de primaria:
| Año  | Cantidad (estudiantes) |
| ---- | ---------------------- |
| 1996 | 227                    |
| 1999 | 242                    |
| 2000 | 261                    |
| 2008 | 319                    |
| 2009 | 331                    |

A nivel de Premedia el centro cuenta en la actualidad con 208 estudiantes a nivel de media con 179 haciendo un total de 718 estudiantes.

### Folklore
Como aspectos representativos del folclor de la comunidad tenemos:
- El Baile del Guara.
- El uso de naguas en ceremonias especiales.

La ceremonia de toma de chocolates para ahuyentar los malos espíritus y que consiste en tomar chocolate durante los cuatro días consecutivos, mientras se quema nido de comején para alejar ELCHACO (espíritu maligno).
Otra tradición es donde se encierran por cinco días a las jovencitas cuando llegan a la pubertad. Durante estos cuatro días se les enseña a confeccionar chácaras y a mantener su higiene durante este periodo. También se les corta el cabello.

### Leyendas
La leyenda de Makata en la cual se decía que un monstruo marino devoraba a las personas que transitaban en las costas.  Para combatir este monstruo marino Dios envió a Ulicrom, un Zukia (sabio) con poder para que le cortase la lengua y le rompiera las costillas cuando un trueno resplandecía.
Otra leyenda es la un gavilán que por siglos devoraba personas. Dios envía a NGAB (persona con poder) a quien el gavilán no pudo vencer, pues NGAB lo amarró en un lugar donde permanece por siempre.

## Organización política
Las autoridades existentes en la comunidad las podemos clasificar en tradicionales y civiles.
Las autoridades tradicionales en su orden de jerarquía son las siguientes:
- Cacique General.
- Jefe Inmediato.
- Vocero.
- Buko Day.

Como autoridades civiles tenemos:
- El Alcalde.
- El Representante de Corregimiento.
- El Corregidor.
- Policía Nacional.

La policía educativa está encaminada a orientar a la población hacia la prevención y conservación del medio ambiente, basándose en las normas y reglamentos establecidos por el Ministerios de Educación y la Administración del Plantel al igual que el fortalecimiento de los valores cívicos y morales.

## Economía
La población de Kusapín tiene entradas económicas reducidas.  Muchos de sus moradores trabajan en Changuinola en la Compañía bananera, lugar donde adquieren residencia. Otros han emigrado a Isla Colón en la provincia de Bocas del Toro, en búsqueda de fuentes de trabajos para dar sustento a sus familias.  Con el incremento de la industria del turismo, en esta isla, han aumentado las plazas de trabajo para un significativo número de habitantes de nuestras provincias.
En Kusapín las fuentes de trabajo son muy reducidas.  Solo existen empleos para pocas personas en el Centro Educativo, Municipio y Centro de Salud.  La mayoría de la población se dedica a la agricultura de subsistencia, a la pesca, con el mismo fin; actividades que generan pocos ingresos.